# Ilhas periféricas polinésias

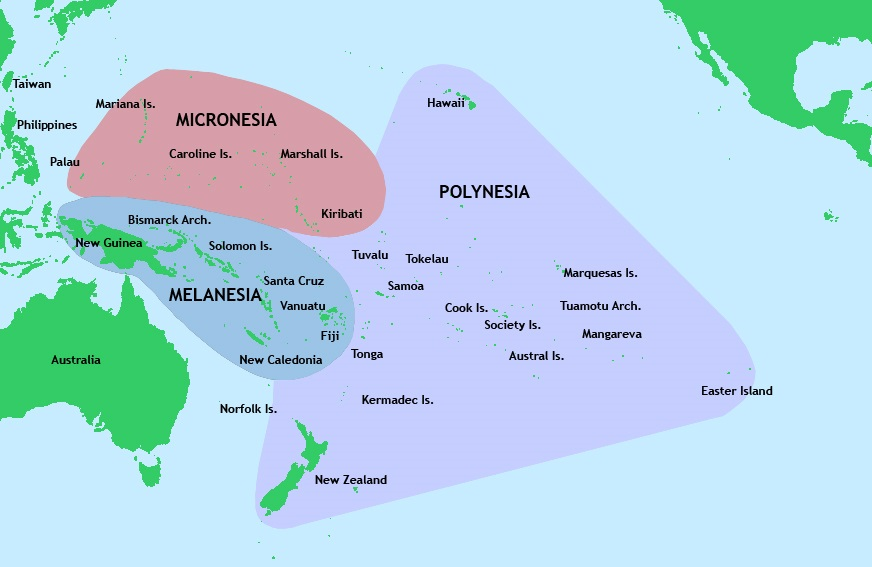
Polinésia, Melanésia, e Micronésia no oceano Pacífico.

Mapa das ilhas periféricas polinésias.

As ilhas periféricas polinésias (em inglês:  Polynesian outliers) são ilhas de cultura polinésia mas que geograficamente se situam na Melanésia ou na Micronésia, portanto fora da Polinésia.
Tais ilhas constituem pequenos povoados isolados que falam línguas polinésias. As análises linguísticas permitem pensar que essas povoações emigraram da Polinésia Ocidental (Samoa, Tonga, Tuvalu, Wallis e Futuna) antes do primeiro milénio da era cristã. As línguas das ilhas periféricas incluem as línguas samoicas.
O facto de pessoas nas ilhas periféricas polinésias falarem línguas reconhecidamente de origem polinésia implica um passado de migrações do centro da Polinésia. Em alguns casos, embora se mantenha a língua polinésia, desenvolveram-se formas culturais próprias da envolvente de influência micronésia ou melanésia.
Entre as ilhas periféricas polinésias incluem-se as seguintes:
- Nos Estados Federados da Micronésia:
  - Kapingamarangi
  - Nukuoro
- No extremo setentrional de Fiji: 
  - Rotuma
- Nas  ilhas Loyauté da Nova Caledónia:
  - Ouvéa
- Na Papua-Nova Guiné:
  - Nuguria
  - Nukumanu
  - Takuu
- Nas Ilhas Salomão:
  - Anuta
  - Bellona
  - Ontong Java
  - Pileni
  - Rennell
  - Sikaiana
  - Tikopia
- Em Vanuatu:
  - Aniva
  - Emae
  - Futuna
  - Mele